# The Byzantine Review
The Byzantine Review ist eine online open-access Zeitschrift im Peer-Review-Verfahren zur Byzantinistik. Die 2019 gegründete Zeitschrift wird von der Universitäts- und Landesbibliothek Münster herausgegeben. Die Beiträge eines Jahres werden in einem Band zusammengefasst. Die Review veröffentlicht Besprechungen von Neuerscheinungen und kurze Beiträge aus allen Bereichen der byzantinischen Studien. Ein Schwerpunkt ist dabei Verflechtungs-, Transfer- und Wirkungsgeschichte. Die Beiträge erscheinen in deutscher, englischer, französischer, italienischer und neugriechischer Sprache.

## Ausgaben
- Band 1 (veröffentlicht 2019)
- Band 2 (veröffentlicht 2020)
- Band 3 (veröffentlicht 2021)
- Band 4 (veröffentlicht 2022)
- Band 5 (veröffentlicht 2023)